# Народный комиссариат судостроительной промышленности СССР
Народный комиссариат судостроительной промышленности СССР (сокращённо НКСП) — центральный орган управления, осуществлявший руководство судостроительной промышленностью СССР с 11 января 1939 года по 15 февраля 1946 года. Наркомат был образован в результате разделения Наркомата оборонной промышленности на четыре наркомата. Главной задачей НКСП стала реализация представленного командованием Военно-Морского Флота СССР проекта «Программы строительства боевых кораблей и вспомогательных судов ВМФ на 1938—1945 годы».
В состав наркомата изначально вошло более двадцати крупных предприятий — НИИ, ЦКБ, судостроительных заводов —, объединяющих десятки тысяч рабочих и инженерно-технического персонала. Наркомат упразднили в связи с преобразованием в одноимённое министерство.

## Наркомы судостроительной промышленности
| Тевосян, Иван Фёдорович  | 11 января 1939 | 17 марта 1940 |
| Носенко, Иван Исидорович | 17 марта 1940  | 15 марта 1946 |